# La Hija de Gatubela
La Hija de Gatubela, född 4 augusti 1999 i Mexicali, Baja California, är en mexikansk fribrottare. Hon brottas i Lucha Libre AAA Worldwide, Mexikos största fribrottningsförbund. Där spelar hon två maskerade karaktärer, Sexy Star II och Picadura Letal. Hon brottas under en fribrottningsmask och hennes identitet är inte känd av allmänheten, vilket är vanligt inom lucha libre.

## Karriär
La Hija de Gatubela tränades av Tapatío Jr., Black Shadow Jr., Príncipe Negro och Mr. Tempest och debuterade i juli 2016 i hemstaden Mexicali. Efter flera år på den oberoende scenen skrev hon kontrakt för Kaoz Lucha Libre i januari 2021. I maj samma år debuterade hon i Lucha Libre AAA Worldwide på deras pay-per-view-evenemang Rey de Reyes som karaktären Sexy Star, som tidigare tillhörde en annan brottare som sedermera lagt av. Hennes kontrakt med AAA är inte exklusivt, och hon brottas fortfarande på den oberoende scenen under namnet Hija de Gatubela, bland annat i USA. I januari 2022 erhöll hon det kvinnliga titelbältet i The Crash Lucha Libre. På Triplemania XXX i Monterrey i augusti samma år utmanade hon för mixtitlarna tillsammans med Komander, men förlorade mot Sammy Guevara och Tay Conti.

## Privatliv
La Hija del Gatubelas mor brottades under namnet Gatubela, och hennes far under namnet El Traidor. Hon har en relation med fribrottaren Septimo Dragón som främst brottas i USA och Japan.